# Местная религиозная организация
Ме́стная религио́зная организа́ция (МРО) — согласно законодательству России, религиозная организация, состоящая как минимум из десяти человек, достигших возраста восемнадцати лет и постоянно проживающих в одной местности либо в одном городском или сельском поселении.
Местная религиозная организация так же, как и централизованная религиозная организация, признаётся юридическим лицом со дня её государственной регистрации. При этом первая является составной частью второй до того времени пока их связывает единое вероучение. Целью создания и деятельности МРО является совместное исповедание и распространение её членами вероучения той религии, в чью централизованную религиозную организацию входит данная МРО.